# Norbulingka
Pour les articles homonymes, voir Institut Norbulingka.
Norbulingka ou Norbu Lingka (tibétain : ནོར་བུ་གླིང་ཁ་, Wylie : Nor-bu-gling-ka, dialecte de Lhassa API : le « parc aux joyaux » ; translittération phonétique en chinois simplifié : 罗布林卡 ; chinois traditionnel : 羅布林卡 ; pinyin : luóbù línkǎ), est une enclave de 40 ha, comprise dans les faubourgs ouest de Lhassa, capitale de la région autonome du Tibet, et remplie de jardins, de bassins, de pavillons et de palais. Avant la construction de la ville nouvelle à partir de 1959, le site était à l'extérieur de Lhassa.
Le parc, qui se divise en deux parties : le Norbulingka proprement dit, à l'est, et le Chensel Lingka ou Jianselingka, à l'ouest, servit de résidence d'été aux dalaï-lamas depuis le milieu du XVIIIe siècle jusqu'au 17 mars 1959, date où Tenzin Gyatso, le 14e dalaï-lama s'exila en Inde. Hormis le palais de Kelzang Gyatso, 7e dalaï-lama (le Kelsang Phodrang), construit en 1755, les grands palais et leurs bâtiments ancillaires (le Chensel Phodrang et le Takten Migyür Phodrang) furent édifiés au XXe siècle respectivement par Thupten Gyatso, 13e dalaï-lama, et le 14e dalaï-lama.
Le site fut un deuxième centre religieux, politique et culturel du Tibet, après le Potala.
En 2001, l'UNESCO inscrivit le Norbulingka sur la liste du patrimoine mondial de l'humanité en tant que partie de l'ensemble historique du Palais du Potala.
La fête du Shoton, « fête du yaourt », se tient chaque année au Norbulingka durant une semaine de juillet-août. Elle est marquée  par des agapes et des libations sur les pelouses du parc ainsi que par un festival de danses traditionnelles et d'opéras tibétains.

## Historique

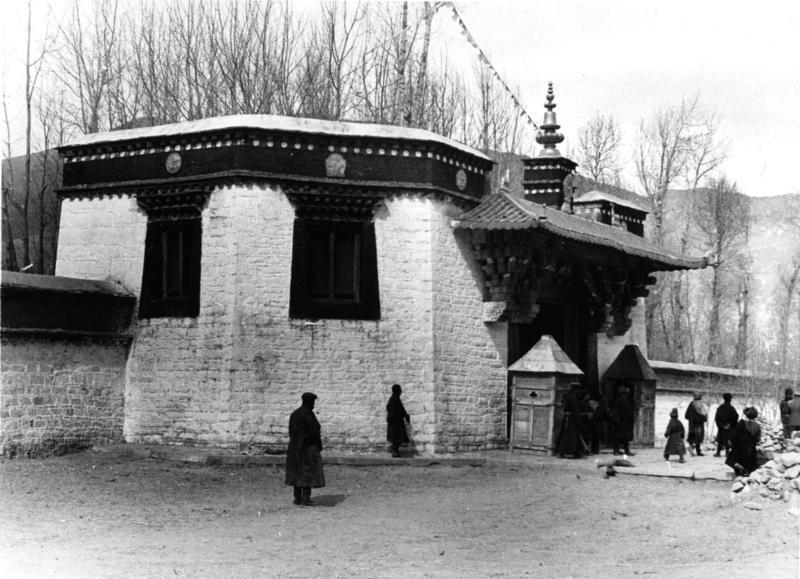
Le porche d'entrée du Norbulingka en 1938.

### Origines et création
Avant la création du complexe, le site était un bois où coulait une source ayant des vertus curatives. Kelzang Gyatso, 7e dalaï-lama (1708-1757), qui était de santé fragile, venait s'y reposer et s'y baigner l'été,.
La création du parc démarra en 1755 avec la construction, par le 7e dalaï-lama, Kelsang Gyatso (1707-1757), d'un palais, le Kelsang Potrang (le « palais Kelsang »), et où il vint résider chaque été, inaugurant une pratique reprise par tous ses successeurs.
Le 8e dalaï-lama, Jampel Gyatso (1758-1804), fit agrandir le périmètre initial en y ajoutant trois temples ainsi qu'un mur d'enceinte autour de la partie sud-est. Le caractère de parc s'affirma dès cette époque avec la plantation de jardins fleuris et de tonnelles, ainsi que d'arbres fruitiers et d'arbres à feuillage persistant venant de toutes les régions du Tibet. Une armée de jardiniers était nécessaire pour entretenir espaces et allées. Visitant le parc dans les années 1930, les membres d'une délégation britannique furent étonnés de trouver des roses et des pétunias en fleur à 3 650 mètres d'altitude ainsi que des roses trémières, des soucis, des chrysanthèmes et des rangées d'herbes médicinales ou de plantes rares en pot. Il y avait en outre des pommiers, des pêchers et des abricotiers (bien que les fruits n'en mûrissent pas à Lhassa) et des bosquets de peupliers et de bambous.
Sous le 13e dalaï-lama, Thubten Gyatso (1876–1933), l'ensemble vit de nouvelles constructions ainsi que l'amélioration des jardins. Le 13e fit bâtir le complexe du Chensel Linka au nord-ouest, dont trois palais (en fait, comme tous les palais du parc, guère plus que des maisons richement décorées).
À l'époque de Lhamo Dondup (le futur 14e dalaï-lama), le terme de Norbulingka en était venu à englober à la fois le Norbulingka et le Chensel Lingka. La zone orientale comportait trois parties : les palais (au nombre de deux), l'opéra (avec scène en plein air et jardins) et les bureaux du gouvernement. La zone occidentale comportait trois parties : le palais, la forêt et les champs. L'ensemble du parc avait deux murs d'enceinte, un mur intérieur délimitant l'espace réservé au dalaï-lama et sa suite, un mur extérieur délimitant avec le premier l'espace réservé aux hauts responsables et à la famille du dalaï-lama.

### Le Norbulingka à l'époque du14edalaï-lama

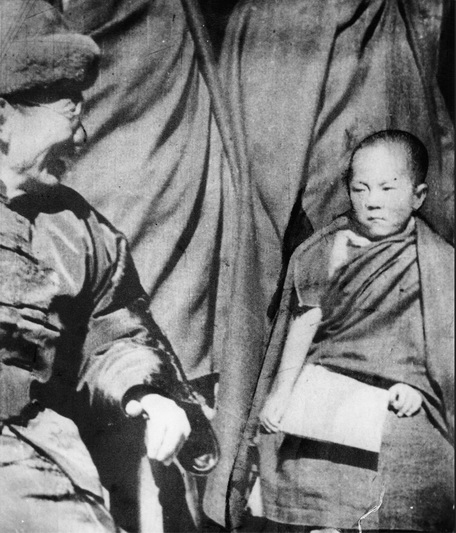
Le dalaï-lama et Wu Zhongxin au Norbulingka le 31 janvier 1940.

#### Le parc à l'époque de Heinrich Harrer (1946-1950)

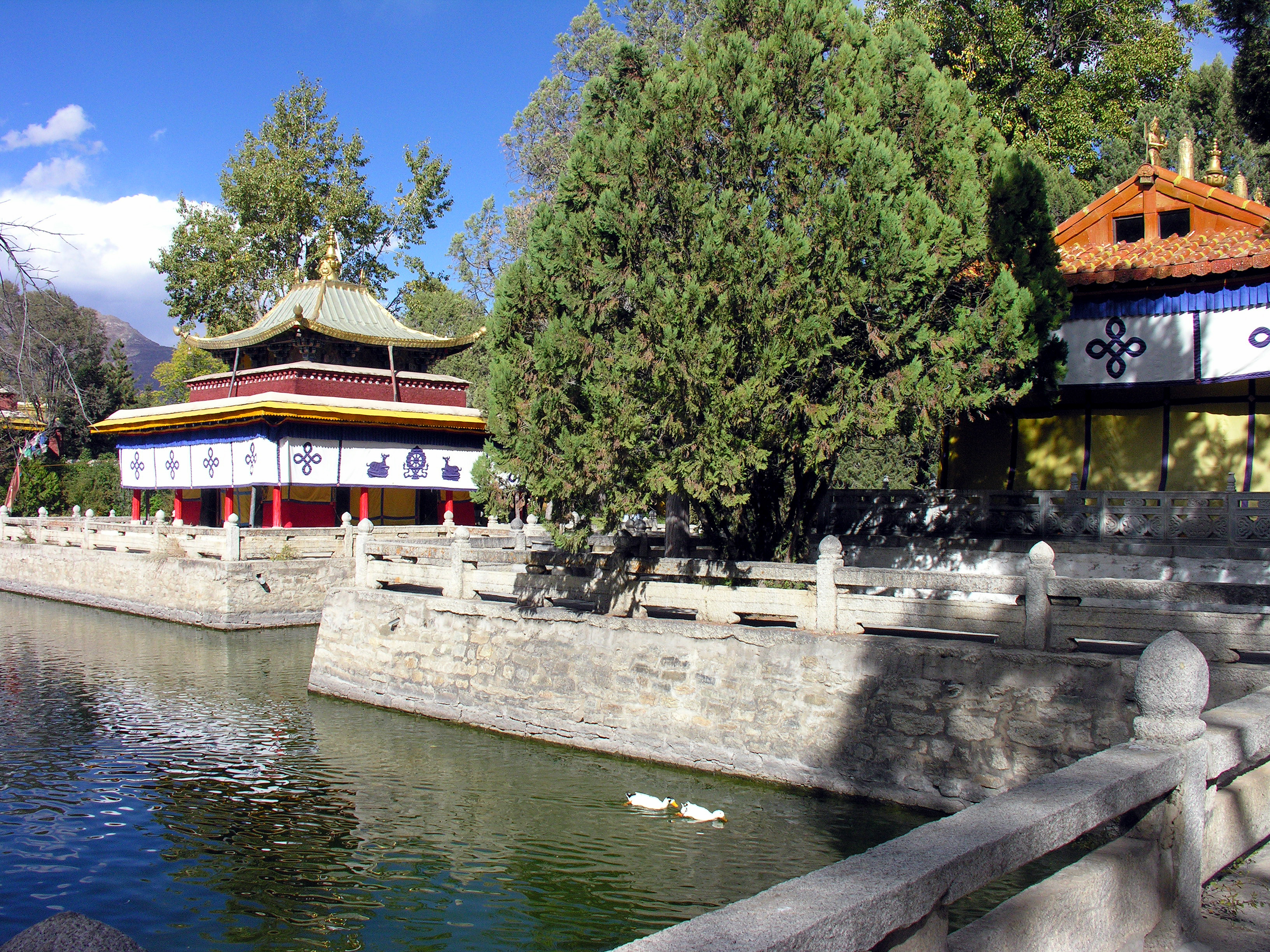
Le parc aujourd'hui.

L'Autrichien Heinrich Harrer indique que, lors de son séjour à Lhassa entre 1946 et 1950, avant que le dalaï-lama ne soit intronisé chef spirituel et temporel du Tibet, le parc, entouré d'un mur, est ouvert aux visiteurs et aux pèlerins pendant la journée, pourvu qu'ils portent tenue tibétaine. Deux gardes à l'entrée y veillent. L'enceinte abritant le nouveau palais d'été et son jardin derrière de hauts murs jaunes est lourdement gardée par des soldats. Seuls le 14e dalaï-lama et ses tuteurs y ont accès. Même les ministres du gouvernement n'y sont pas autorisés. L'enceinte est gardée par des chiens.
Lorsqu'il quittait sa résidence d'hiver, le palais du Potala, pour passer l'été au parc, le 14e dalaï-lama se déplaçait dans un palanquin jaune, tapissé de soie, porté par trente-six porteurs et abrité du soleil par un moine portant une vaste ombrelle en plumes de paon. Cette chaise à porteurs est conservée aujourd'hui dans le nouveau palais d'été construit de 1954 à 1956.
En 1948, Heinrich Harrer doit intervenir afin de renforcer une digue qui protège le Norbulingka des inondations du Kyi chu, un fleuve large de 2 kilomètres après la mousson. Pour effectuer cette tâche, Harrer dirige 500 soldats et 1 000 terrassiers. De plus, Harrer dirige une flottille de 40 barques en peau de Yak. Les bateliers transportent des blocs de granit qui sont extraits d'une carrière située en amont du Norbulingka. Il indique par ailleurs que le chantier destiné à protéger le palais reçoit souvent la visite de membres du gouvernement tibétain. Avant de quitter le chantier, ils remettent des écharpes de soie et font distribuer des récompenses aux ouvriers.

#### Le parc lors du soulèvement  de mars 1959

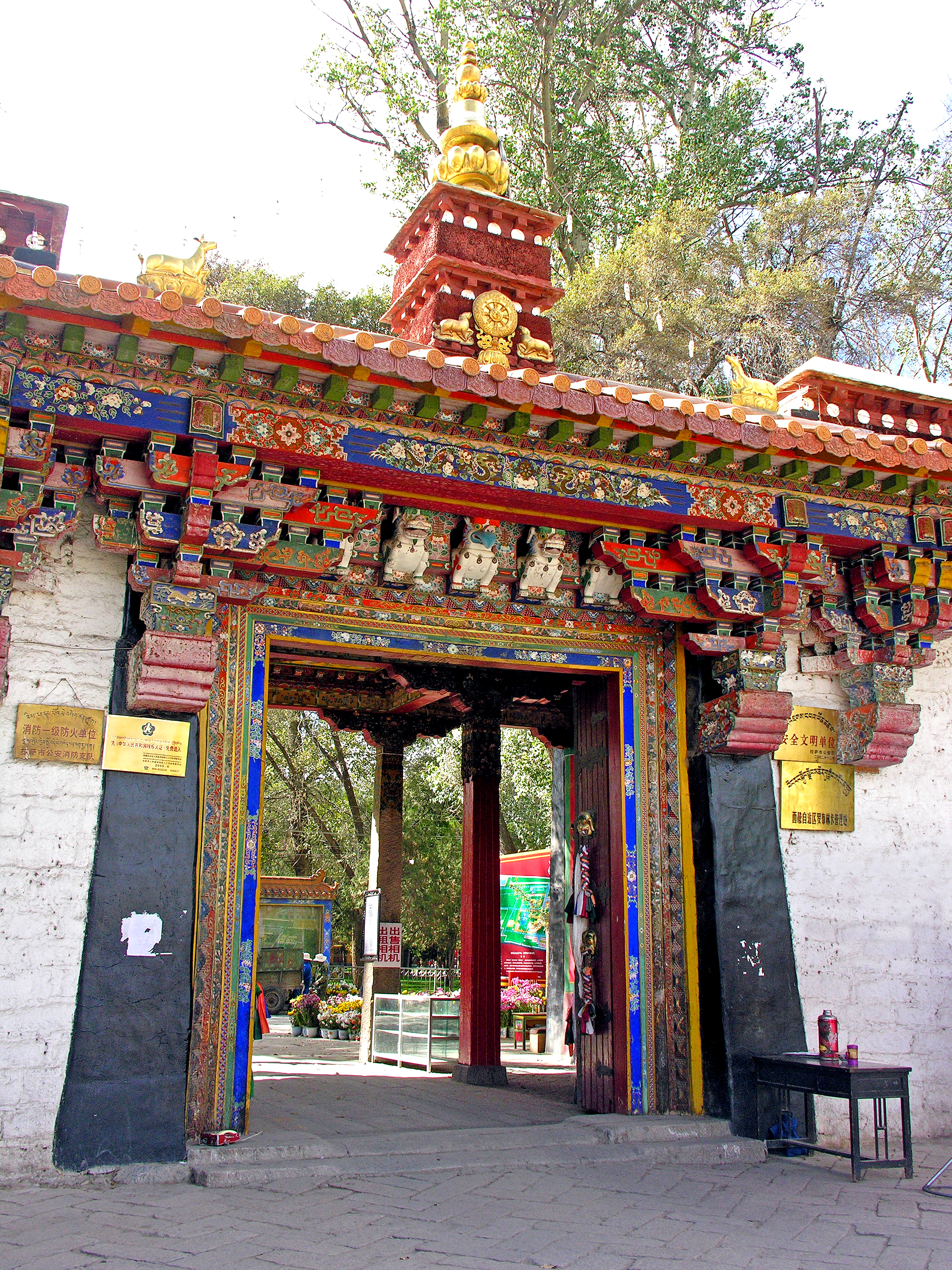
Un portail finement décoré.

L'universitaire Christine Sedraine indique que le 10 mars 1959, des Tibétains se rassemblèrent devant une porte de Norbulingka, afin de protéger le dalaï-lama à la suite d'une rumeur qui prêtait aux Chinois l'objectif d'enlever celui-ci. Le 11 mars, les manifestants, rejoints par la garde de Norbulingka, interdisaient l'accès à la résidence du dalaï-lama. Le tibétologue Charles Ramble  précise que quelque 30 000 Tibétains entourèrent le Norboulingha afin de protéger le Dalaï-lama .
Selon les sources officielles chinoises, le 10 mars au matin, plus de 2 000 habitants de Lhassa et des centaines de rebelles provenant du Kham accourent au palais de Norbulingka pour dissuader le dalaï-lama d'aller au spectacle. Selon Qingying Chen, la Conférence du peuple, créée dans l'après-midi par les insurgés et la plupart des ministres du gouvernement tibétain, décide l'envoi, au palais, de moines armés depuis les monastères de Séra et de Drepung pour protéger le dalaï-lama. Le soir, un millier de moines gagnent Lhassa tandis que les troupes tibétaines se préparent au combat. Dans le même temps, les rebelles du Kham se répandent autour de la ville. Le gouvernement tibétain fait ouvrir le dépôt d'armes et distribuer armes et munitions aux insurgés.
Selon le gouvernement tibétain en exil et divers auteurs,,,, le 17 mars 1959, les Chinois envoyèrent deux obus de mortier sur Norbulingka. Ils atterrirent dans un étang, près du mur d'enceinte du nouveau palais, ce qui poussa le 14e dalaï-lama à quitter le pays. Charles Ramble indique que 2 jours plus tard les bombardements du Norbulingha reprirent. Selon le Gouvernement tibétain en exil, le Norbulingka fut frappé par 800 obus environ, tuant des milliers d'hommes, de femmes et d'enfants autour de l'enceinte du palais, et détruisant les demeures de 300 dignitaires à l'intérieur de l'enceinte. L'Indien Ranesh Chandra Dhussa affirme que des obus détruisirent le bâtiment [le nouveau palais d'été], y tuant la plupart des Tibétains. Quand les Chinois inspectèrent les cadavres, ils s'aperçurent que le dalaï-lama s'était échappé. Des informateurs apprendront au dalaï-lama en fuite, le bombardement du Norbulingka le 20 mars.
Un moine interviewé par Claude B. Levenson, rapporte que « L'enfer se déchaîna soudain au cours de la nuit, quand le premier assaut chinois fut lancé et que quelques tirs sporadiques répliquèrent du Potala et du Chakpori, la Colline-de-fer juste en face de la Colline-des-dieux. Un déluge de bruit, de fer, d'obus, de fumée, de hurlements de terreur et une odeur de sang. Le vacarme s'apaisa vers l'aube, quand un jour blafard couleur de poussière se leva sur un paysage de mort : des corps enchevêtrés montaient  des plaintes, des râles et des gargouillis, des blessés suppliaient qu'on les achève, des gamins aux yeux agrandis d'étonnement fixaient à jamais un ciel infini, des femmes sanglotaient sans larmes, un vieillard au regard vide égrenait un rosaire de ses doigts décharnés, un moinillon gisait à la renverse un filet de sang séché à la commissure des lèvres. »
Dans un article intitulé Mythos Tibet, publié en 1999 dans une revue allemande et traduit en anglais sous le titre The Myth of Tibet. How a dictatorial regime of monks is romantically transfigured, Colin Goldner écrit que l’on ne saurait se fier, par principe, aux affirmations des partisans des exilés tibétains. Quand elles ne sont pas entièrement fabriquées, ces assertions sont en général exagérées ou renvoient à des événements qui ne sont plus d’actualité.
Visitant le palais en 1962, Stuart et Roma Gelder, deux Américains autorisés par les autorités chinoises dans les années 1960 à visiter le Tibet, alors fermé aux voyageurs étrangers, le trouvèrent intact avec tout son contenu soigneusement conservé contrairement aux affirmations que le bâtiment avait été réduit à l'état de ruine ainsi que d'autres édifices. Une photographie, publiée dans leur livre Timely Rain: Travels in New Tibet, montre un des auteurs assis sur les marches du Chensel Phodrang.
Pierre-Antoine Donnet qui interrogea des survivants précise que le 20 mars, vers 2h du matin, une pluie d'obus tomba sur les fragiles palais du Norbulingka. Selon le témoignage de Tashi Gyaltsen, un lama réfugié à Dharamsala, l'armée chinoise tira des 4 directions en même temps, faisant 5 à 6 000 morts cette nuit là.
Jean Dif qui visita le palais en 2004 signale que « les traces des combats sont totalement effacées » et le visiteur « imagine difficilement que de sanglants affrontements opposèrent ici les troupes chinoises aux révoltés tibétains...Ils firent pourtant des dizaines de victimes. ».

### Le parc lors de la révolution culturelle
Tsering Woeser indique que pendant la révolution culturelle les fresques du « pavillon du lac » furent détériorées lors de la campagne de destruction des quatre vieilleries.

## Les complexes palatiaux
Le Norbu Lingka comprend en fait deux parcs : le Norbu Lingka et le Chensel Lingka, chacun avec ses propres palais et jardins. Le Norbu Lingka occupe la moitié orientale du parc tandis que le Chensel Lingka en occupe la moitié occidentale. Le Chensel Phodrang est la pièce maîtresse du Chensel Lingka.

### Le Kelsang Phodrang («ancien palais d'été»)

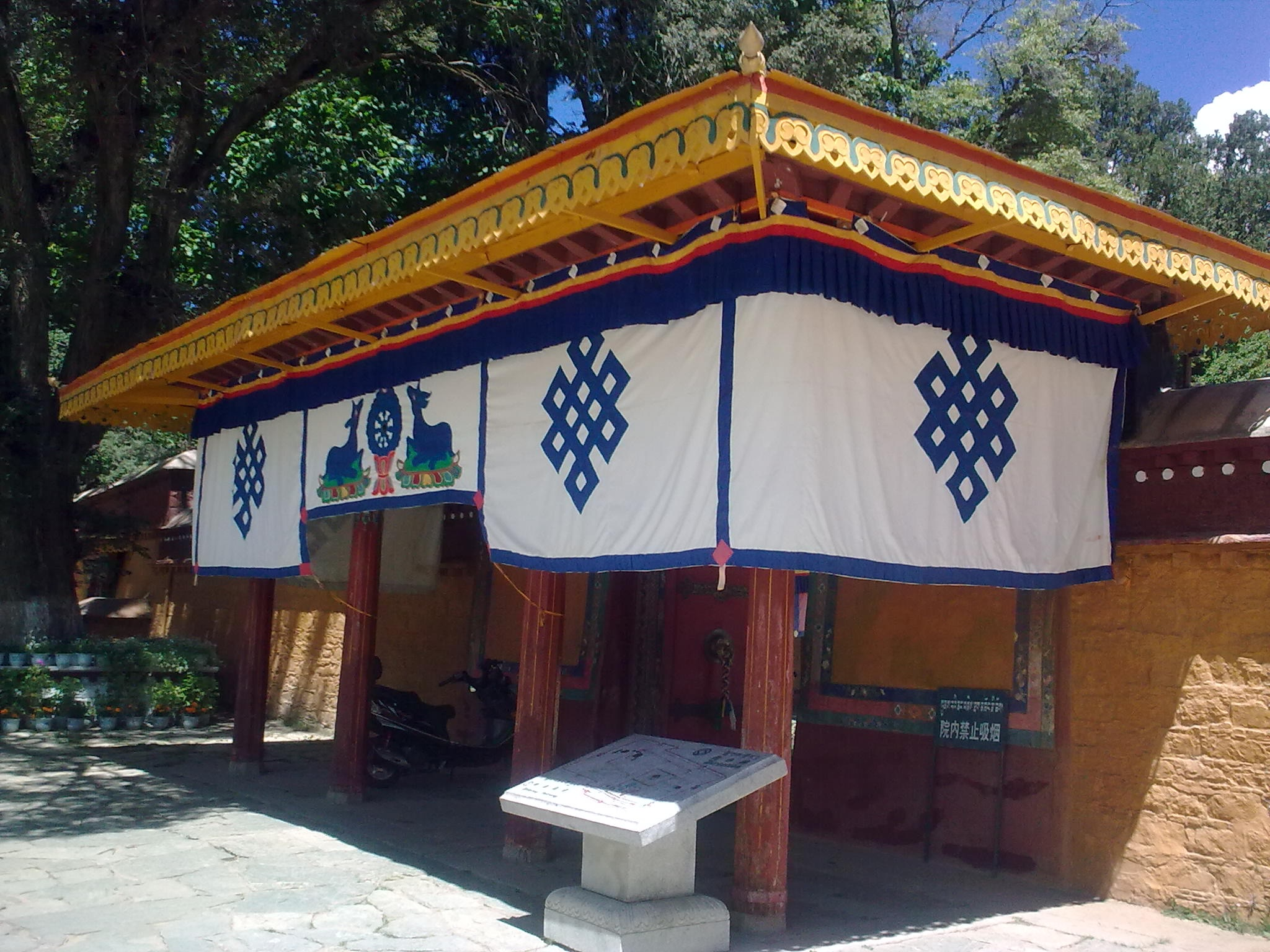
Entrée du palais d Kelzang Gyatso, 7e dalaï-lama.

Dans la partie est du site, se dresse le Kelsang Potrang ou Phodrang, un ensemble de bâtiments ainsi baptisé d'après le nom du 7e dalaï-lama, Kelsang Gyatso, qui le fit construire en 1755. Il est aussi connu sous le nom d'« ancien palais d'été ». C'est une construction à deux étages sur rez-de-chaussée comportant des salles pour l'adoration du Bouddha, des chambres, des salles de lecture, etc. Le 8e dalaï-lama, Jamphel Gyatso (1758-1804), agrandit de façon considérable le palais en lui ajoutant trois temples ainsi que le mur d'enceinte dans la partie sud-est. Le parc gagna pour sa part des arbres fruitiers et des arbres à feuillage persistant provenant des diverses régions du Tibet.
Le Khamsum Zilnon, un pavillon à un étage sur rez-de-chaussée, fait face au porche d'entrée. Les dalaï-lamas y regardaient des opéras tibétains.

### Le Tsokyil Phodrang
Le Tsokyil Phodrang, ou « palais du lac », est un pavillon construit sur une île au milieu d'un petit lac de la partie orientale du site. Une deuxième île accueille le Lukhang Nub, le « palais du dragon d'eau occidental ». Deux ponts relient l'île centrale aux berges nord et est. Au sud du lac, des bâtiments abritent les dons des empereurs chinois.

### Le Takten Migyür Phodrang («nouveau palais d'été»)

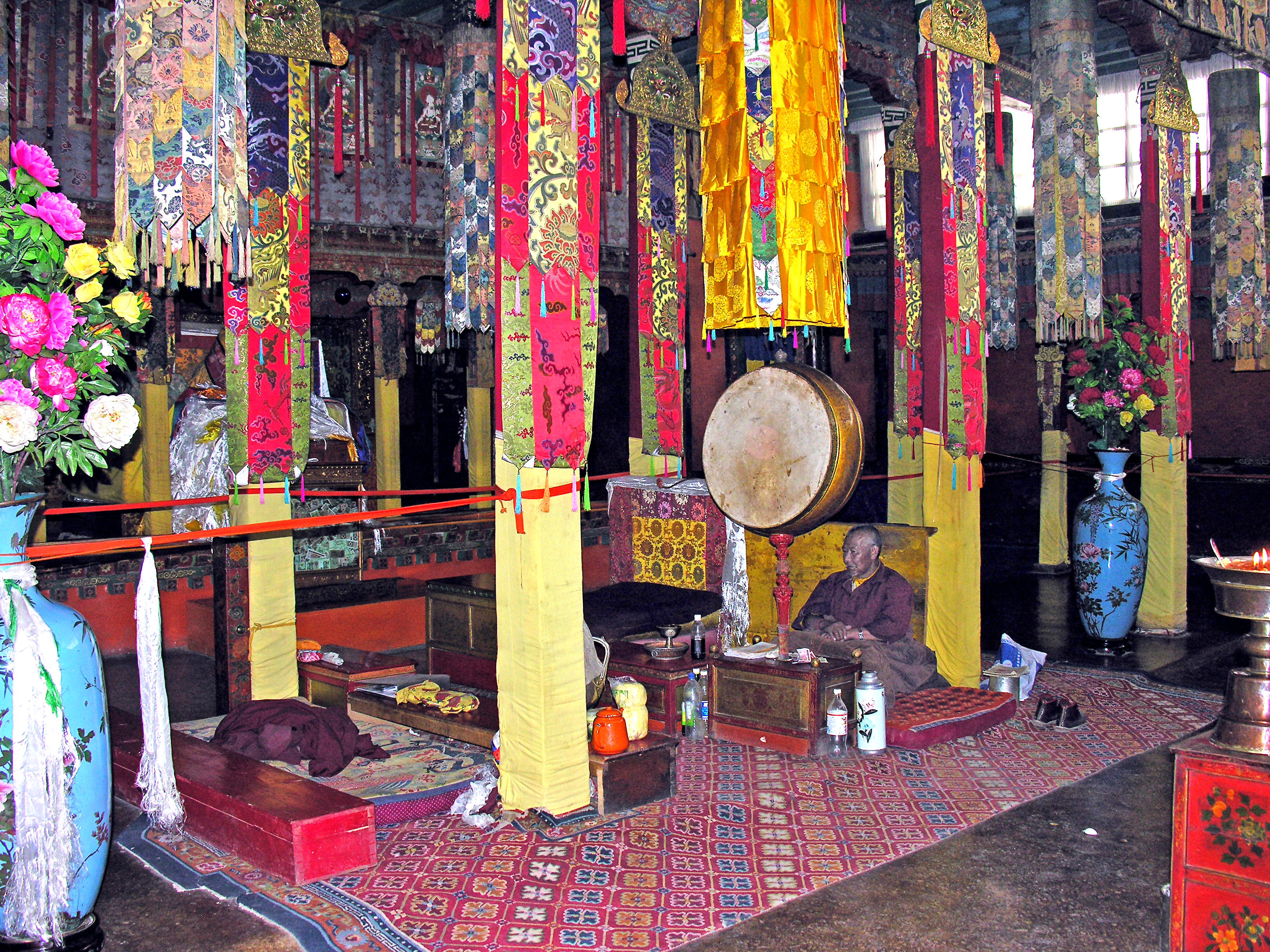
Salle principale et vieux prêtre méditant

De 1954 à 1956, le 14e dalaï-lama fit construire, dans la partie orientale du parc, un nouveau palais d'été (appelé Takten migyür potrang ou phodrang en tibétain, c'est-à-dire « palais à jamais indestructible »), mélange de temple et de villa dont l'architecture dépasse en magnificence les autres palais présents sur le site, ce fut la dernière construction majeure du Norbulingka,.
Édifié avec l'aide du gouvernement central, le Takten migyür phodrang se dresse au nord du Tsokyil phodrang et regarde vers le sud. L'entrée est surmontée d'une tenture blanche sur laquelle figure une roue de dharma bleue. Les deux animaux de part et d'autre de la roue sont des chèvres tibétaines, reconnaissables à leur corne unique au milieu du front.
Le nouveau palais d'été est un édifice à un étage, au toit plat à la tibétaine et au plan complexe. Toutes les pièces, salle de réunion, salle d'assemblée, salle de repos, salle de bain, salle de prédication, chambre des soutras, chambre de méditation, etc., sont richement décorées et modernes pour l'époque. La salle d'assemblée (au premier étage) est ornée de 301 peintures représentant l'histoire du Tibet jusqu'à la rencontre entre le président Mao Zedong et les dalaï-lama et panchen lama en 1954. L'auteur des peintures murales est Jampa Tseten ou Amdo Jampa, dont le style réaliste en matière de portraits, appliqué aux deux chefs religieux, causa la sensation à l'époque.
Les quartiers privés du dalaï-lama comprenaient une salle extérieure, où il étudia sous la direction de ses deux tuteurs, et une salle intérieure qui servait de chambre à coucher. Dans un livre publié en 1989, Bernard Jensen rapporte que la chambre du dalaï-lama était conservée apparemment telle qu'il l'avait laissée le jour de sa fuite. Le couvre-lit de brocard jaune du « dieu-roi » était resté défait car personne n'avait osé y toucher. Victor Chan note la présence, dans les deux pièces, d'un gramophone Philips et de piles de 78-tours, d'une vieille radio russe, d'un lit art déco et d'une plomberie britannique. Jean Dif, quant à lui, dit qu'« on s'attend presque à voir [le dalaï-lama] réapparaître ».

### Le Chensel Phodrang

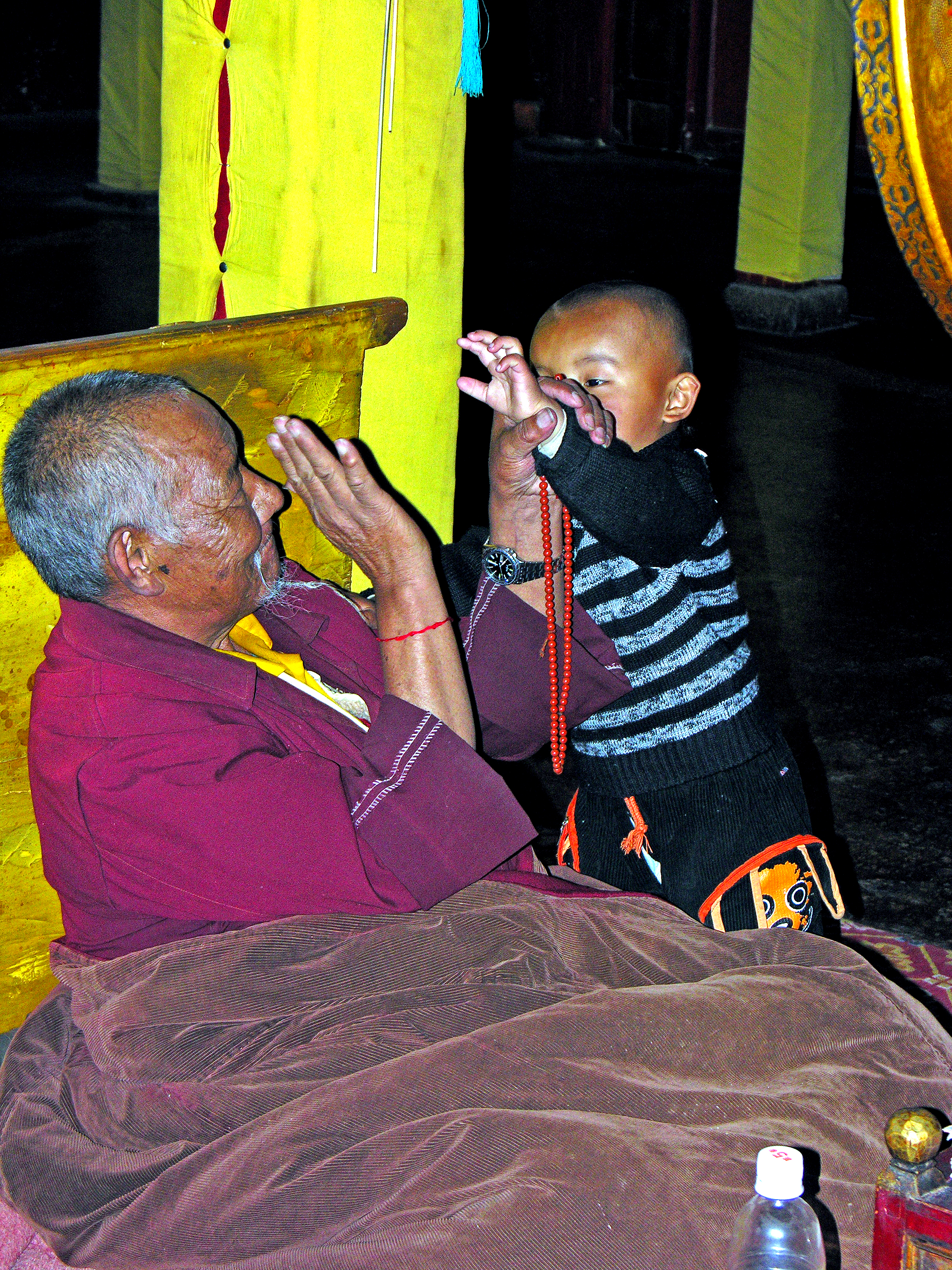
Ancien s'amusant avec un jeune enfant dans le Norbulingka

Le Chensel Phodrang était à l'usage exclusif du 13e dalaï-lama. Il fut édifié en 1928 dans la partie orientale du site à l'emplacement d'un bâtiment que celui-ci n'aimait pas et fit démolir. Il s'agit d'un édifice de pierre blanche, à deux étages sur rez-de-chaussée. Un cloître d'entrée, soutenu par six colonnes, servait de lieu d'attente. Au rez-de-chaussée, se trouvent un hall d'assemblée pour les examens du diplôme de Geshé (docteur en théologie) et les cérémonies des moines de Séra et de Drépung, ainsi que la salle du trône. Des peintures murales représentent les cent actions du Bouddha dans ses vies passées. Au premier étage, il y a une chambre à coucher et salle d'étude, les chambres des serviteurs, et une deuxième chambre. Au deuxième étage, se trouve un hall d'assemblée pour les initiations tantriques et les ordinations de hauts lamas. Des peintures murales représentent les dalaï-lamas, du premier au treizième, et les principaux monastères gélougpas; aussi une salle de méditation et de prière.
Selon le journaliste Thomas Laird, le rez-de-chaussée du Chensel Phodrang est devenu un musée, tandis que les étages, fermés au public, ont été vidés de leur contenu. Les tapis anciens ont été pillés et emportés en Chine. Les statues qui ornaient les autels ont disparu. Les documents du 13e, qui y étaient archivés, ont disparu. Il reste le plancher, et de belles fresques.

## Autres structures

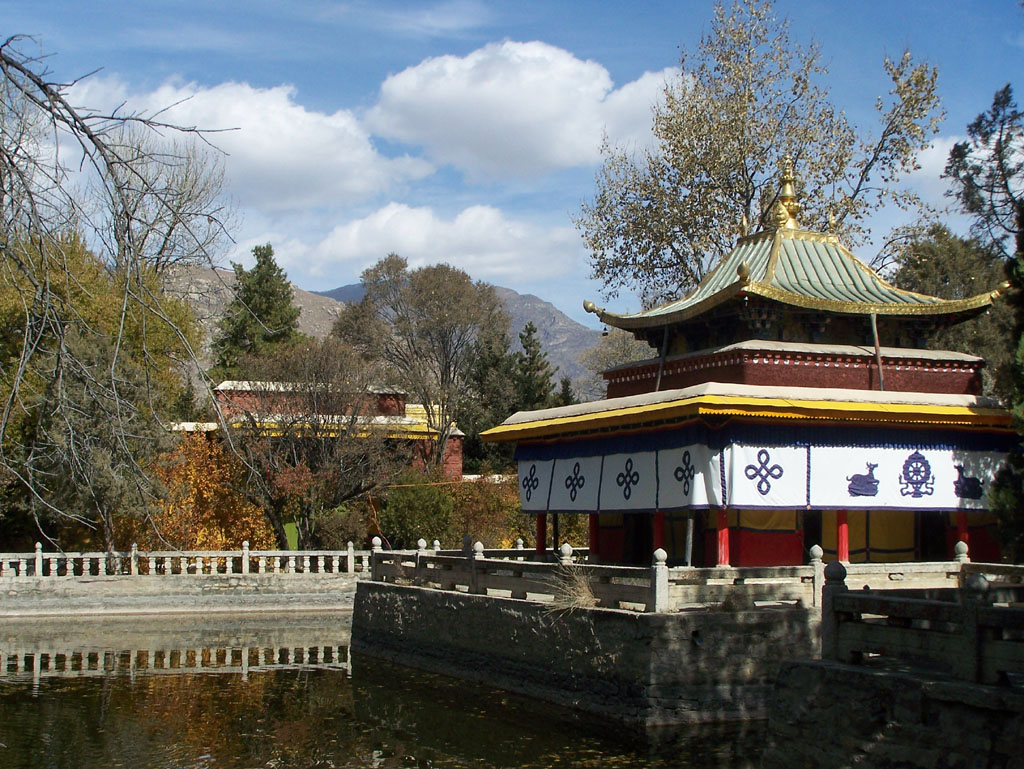
Pavillon au milieu du lac au Norbulingka en 2006

### Zoo
Heinrich Harrer indique qu'il existait dans un zoo miniature à Norbulingka pour garder les animaux offerts au dalaï-lama, essentiellement des animaux blessés ; « dans le jardin des pierres précieuses ils seront bien traités, chacun le sait » .
Ce zoo est toujours en activité. En 2004, Jean Dif y vit des ours. En 2009, le zoo accueillit un nouveau pensionnaire, un jeune léopard des neiges.

### Ancienne salle de projection
Le 14e dalaï-lama, à l'âge de 14 ans, fit construire une salle de projection dans l'enceinte de son palais pendant l'hiver 1949-1950,. L'Autrichien Heinrich Harrer, chargé de l'opération, transforma un bâtiment existant. La longueur de cette salle de projection était de 20 mètres avec une plateforme au fond de celle-ci qui supportait les appareils de projection. Un peu à l'écart, pour éviter le bruit, un autre bâtiment abritait la dynamo et le moteur à essence. Harrer précise que le fonctionnement de cette salle de projection serait probablement confié à l'employé de la mission commerciale hindoue qui y organisait déjà les séances cinématographique mensuelles. Les Tibétains appréciaient les documentaires et les dessins animés de Walt Disney.

## Inscription sur la liste du patrimoine mondial et restauration
En 2001, l'UNESCO inscrivit Norbulingka sur la liste du patrimoine mondial de l'humanité en tant que partie de l'ensemble historique du Palais du Potala.

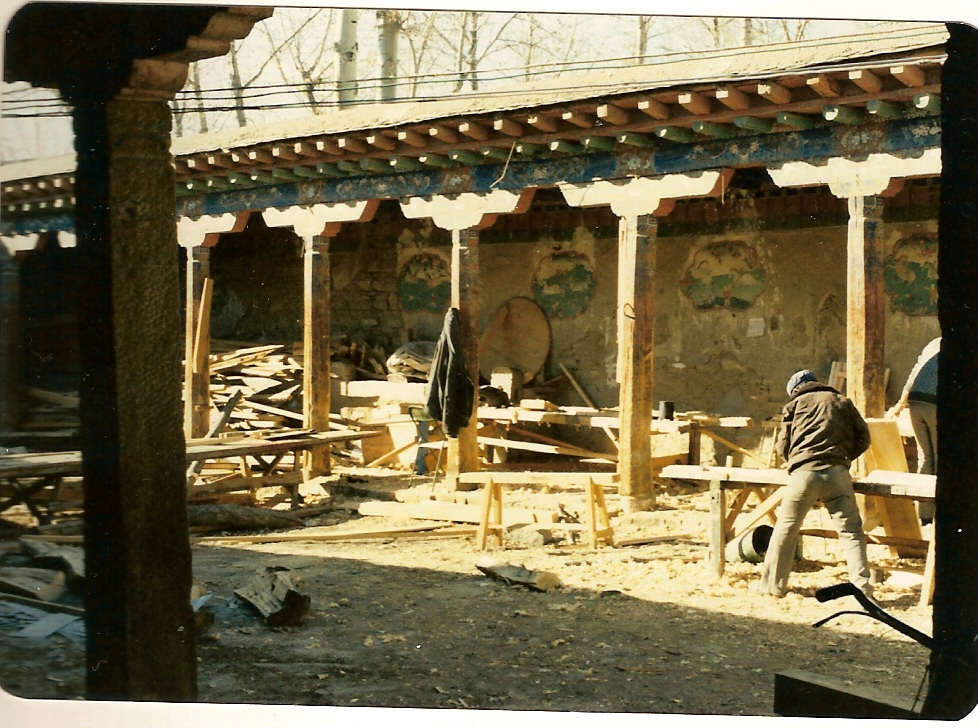
Écuries au Norbulingka en 1986

La même année, le comité central du gouvernement chinois, lors de sa 4e session, décida de rendre au complexe palatial son éclat premier. Des subventions se montant à 67,4 millions de yuan (8,14 millions de dollars) furent allouées en 2002 par le gouvernement central aux travaux de restauration. Ceux-ci, entrepris à partir de 2003, concernèrent principalement le Kelsang Phodrang, les bureux du cabinet ministériel et nombre d'autres structures.
De 2002 à 2005, le parc de Norbulingka fut rénové dans le cadre d'un programme concernant aussi le palais du Potala à Lhassa et la lamaserie Sagya près de Xigaze. La rénovation à elle seule coûta dans les 40 millions de dollars.
L'année 2007 vit commencer la construction d'un réseau d'égouts.
Le guide China (2007) de Lonely Planet juge trop élevé le droit d'entrée perçu pour visiter le site.

## La fête du yaourt ou shoton au Norbulingka

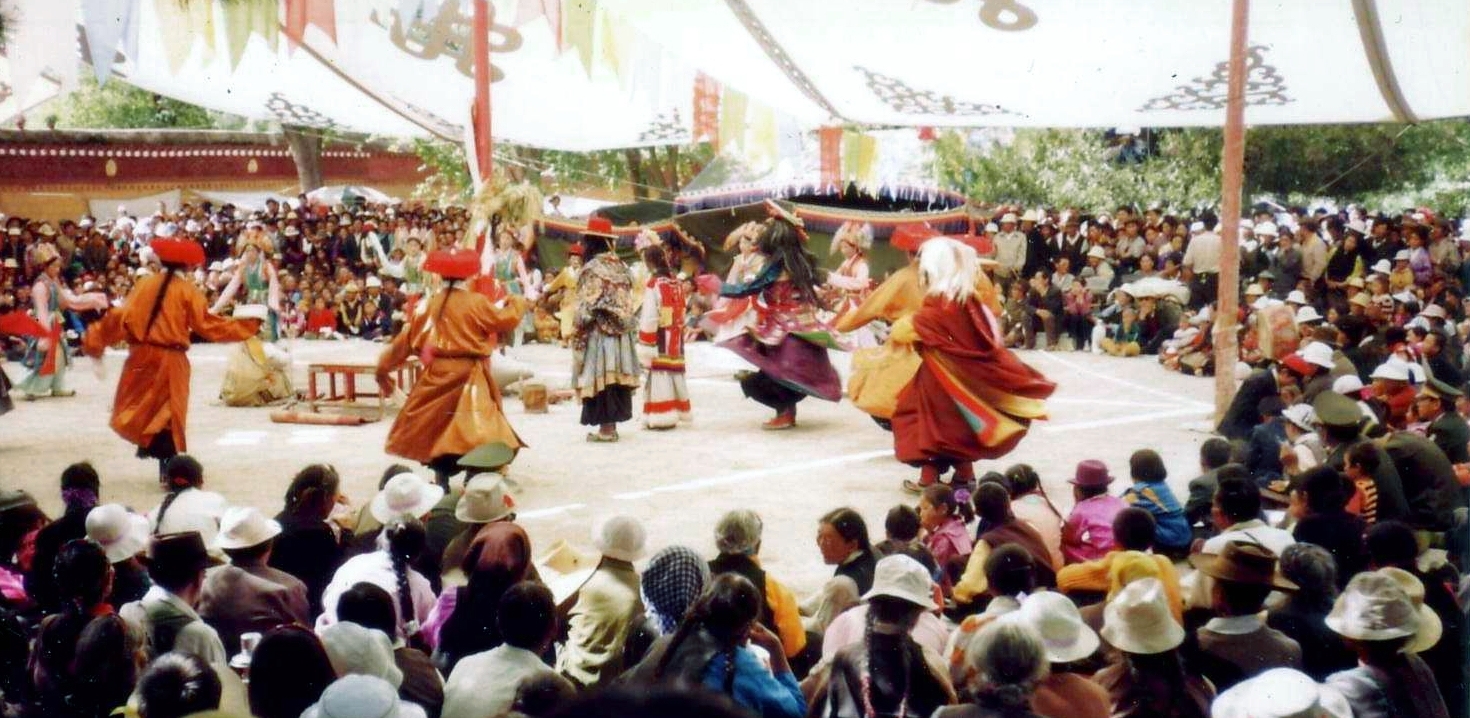
Danses lors de la fête du yaourt au Norbulingka en 1993

La fête du Shoton, en français « fête du yaourt », se tient chaque année au Norbulingka (mais aussi dans d'autres endroits de Lhassa). La date en est fixée en fonction du calendrier tibétain, un calendrier de type lunaire. La fête se déroule pendant le 7e mois, lors des sept premiers jours de la période de la pleine lune, ce qui correspond à une période à cheval sur juillet-août selon le calendrier grégorien. Les festivités, qui durent une semaine, sont marquées par des agapes et des libations sur les pelouses du Norbulingka.
La fête du yoghourt est marquée également par un festival de danses traditionnelles tibétaines et d'opéras tibétains Heinrich Harrer indique que chaque année, pendant une semaine, des représentations théâtrales ont lieu dans le parc. Au début du XXe siècle, les troupes de théâtre prises en charge par l'état tibétain se devaient de jouer pendant les fêtes du Norbulingka. Harrer indique que les acteurs, qui appartiennent à toutes les classes de la société, jouent de l'aube au crépuscule. L'ensemble des interprètes sont des Tibétains. Les pièces sont identiques d'une année sur l'autre, les acteurs récitent leur texte accompagnés par des cymbales et des tambours, des danses parsèment ces représentations théâtrales. Harrer précise qu'il appréciait la troupe des « Gyumalungma », spécialisée dans la parodie. La satire n'épargne pas les cérémonies religieuses et les rites les plus sacrés. Le dalaï-lama assiste à ces représentations depuis le premier étage d'un pavillon, les membres du gouvernement tibétain sont situés sur un des côtés de la scène, abrités par des tentes. L'ensemble des spectateurs déjeunent sur place, des serviteurs leur offrent de la tsampa (farine d’orge grillé), du beurre et du thé fournis par les cuisines du dalaï-lama. Chaque jour, matin et soir, les troupes militaires de Lhassa, précédées de leurs fanfares, défilent dans le jardin d'été et rendent les honneurs au dalaï-lama . Harrer précise que « des milliers de Tibétains » participaient aux fêtes dans le parc. Lors de la dernière représentation de la journée, des récompenses étaient offertes aux acteurs, un représentant du dalaï-lama leur remettait une écharpe et une somme d'argent.
Concernant ces festivités, Jean Dif précise « Durant ce temps, on mange, on boit, on fait les fous, on oublie les soucis ».